# Didier Ya Konan
Didier Ya Konan, né le 22 mai 1984 à Abidjan, est un footballeur ivoirien. 
Il joue au poste d'attaquant ou milieu de terrain au Fortuna Düsseldorf et est international ivoirien depuis 2006.

## Palmarès
- ASEC Mimosas
  - Championnat de Côte d'Ivoire (4)
    - Champion :2003,2004, 2005, 2006

  - Coupe de Côte d'Ivoire (2)
    - Vainqueur : 2003, 2005

  - Coupe Félix-Houphouët-Boigny (1)
    - Vainqueur : 2005
- Rosenborg BK
  - Championnat de Norvège de football (1)
    - Champion : 2009.